# KUUBO
KUUBO（くーぼ、1958年9月 - ）は、日本のレゲエミュージシャン・ベーシスト。本名は大久保晋。

## 来歴
岩手県釜石市出身。KUUBOとは、レゲエの本場ジャマイカのミュージシャン達の間で親しまれる愛称。
1988年、ジャマイカのゲットーエリア「トレンチタウン」に居住し、日本人レゲエミュージシャンとして初めて現地で活動して、数多くのライブ・レコーディングを行う。また、ボブ・マーリー・ファミリーのバンド「ノウリッジ」にスカウトされ1年ほどボブ・マーリーが住んでいた部屋に居候していた。
日本に帰国してからは、FIRE BALL 、PANG、MEGARYU、leccaなど多くのジャパニーズレゲエミュージシャンとバンドマスター・ベーシストとして共演している。
また、故リコ・ロドリゲスを始めとした海外レゲエミュージシャンとの共演も多い。
故郷を愛し、釜石応援ふるさと大使を務める。

## ディスコグラフィー
- トレンチタウン・コネクション（アルファエンタープライズ、1992年）[2]
- リコ・ロドリゲス『リターン・フロム・ワレイカ・ヒル』（アルファエンタープライズ、1994年） - リコ・ロドリゲスが、KUUBOのほかこだま和文、デニス・ボーヴェルらと共に日本で制作[3]

## 共演した主なミュージシャン
- lecca
- MEGARYU
- FIRE BALL
- PANG
- リコ・ロドリゲス
- ランキンタクシー
- SISTER KAYA
- PUSHIM
- PAPA B
- Metis
- 横山剣